# Sebastian Miłkowski
Sebastian Miłkowski – polski gitarzysta basowy (członek zespołu rockowego Róże Europy), kompozytor (autor utworów dla zespołu Róże Europy, współpracował również z innymi muzykami m.in. Arturem Gadowskim), prezenter i dziennikarz telewizyjny.
Grał w zespole Róże Europy w latach 1994–2007 na gitarze basowej. W tym czasie nagrał z zespołem dwie płyty długogrające, występował również w teledyskach.
Jako prezenter telewizyjny zadebiutował w 1995 roku w programie muzycznym Pozytywka w TVP2. Pozytywkę prowadził przez dwa lata.
Następnie w pierwszej polskiej telewizji muzycznej Atomic TV (która w 2000 roku przerodziła się w MTV Polska) prowadził takie programy jak: Atomizer, Pop planeta i A20. W stacji telewizyjnej Polsat 2 prowadził teleturniej nadawany na żywo Kuźnia Szczęście. Poprowadził również talk show Noc z TMT w stacji telewizyjnej TMT. W 2006 roku poprowadził w TVP1 magazyn muzyczny Czarna Owca.